# Ngakywenadaung-Pagode

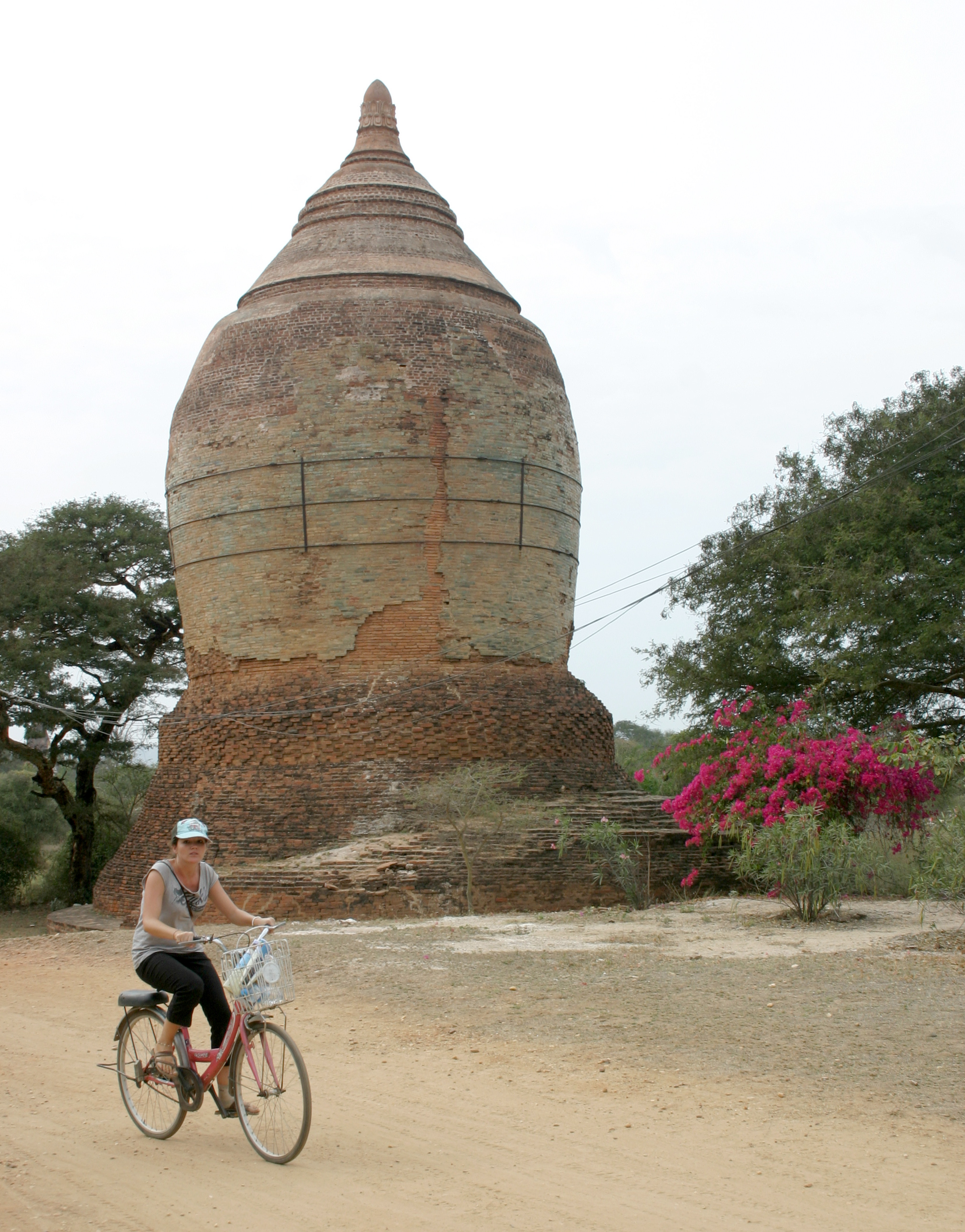
Ngakywenadaung-Pagode

Die Ngakywenadaung-Pagode ist ein buddhistischer Stupa in Bagan, Myanmar. 

## Geschichte
Sie wurde um die Mitte des 10. Jahrhunderts unter König Taungthugyi erbaut.

## Beschreibung
Die Pagode steht innerhalb der Stadtmauern nordwestlich des Thatbinnyu-Tempels und zählt zu den ältesten Stupas Bagans. Sie repräsentiert mit ihrer Melonen- oder Kürbisform den Baustil der Pyu.